# Шампаньяк (Канталь)
Шампанья́к (фр. Champagnac, окс. Champanhac) — коммуна во Франции, находится в регионе Овернь. Департамент — Канталь. Входит в состав кантона Сень. Округ коммуны — Морьяк.
Код INSEE коммуны — 15037.
Коммуна расположена приблизительно в 390 км к югу от Парижа, в 75 км юго-западнее Клермон-Феррана, в 50 км к северу от Орийака.

## Население
Население коммуны на 2008 год составляло 1105 человек.
| 1962 | 1968 | 1975 | 1982 | 1990 | 1999 | 2008 |
| ---- | ---- | ---- | ---- | ---- | ---- | ---- |
| 1120 | 1390 | 1418 | 1382 | 1339 | 1169 | 1105 |

## Администрация
| Период | Период | Фамилия           | Партия | Примечания |
| ------ | ------ | ----------------- | ------ | ---------- |
| 2001   | 2008   | Жан-Пьер Галейран |        |            |
| 2008   |        | Жак Ошаби         |        |            |

## Экономика
В 2007 году среди 687 человек в трудоспособном возрасте (15—64 лет) 469 были экономически активными, 218 — неактивными (показатель активности — 68,3 %, в 1999 году было 66,5 %). Из 469 активных работали 422 человека (237 мужчин и 185 женщин), безработных было 47 (24 мужчины и 23 женщины). Среди 218 неактивных 39 человек были учениками или студентами, 87 — пенсионерами, 92 были неактивными по другим причинам.

## Достопримечательности
- Крест на кладбище (XVI век). Памятник истории[3]
- Церковь Нотр-Дам (XII—XIII века). Памятник истории с 1927 года[4]
- Плотина Мареж

## Фотогалерея
- Церковь Нотр-Дам
- Крест
- Плотина Мареж
- Карта коммуны